# Bolesław Strużek
Bolesław Strużek (ur. 26 sierpnia 1920 w Sobolew-Kolonii, zm. 30 czerwca 2007) – polski ekonomista i polityk. Zastępca przewodniczącego Rady Państwa (1984–1985), poseł na Sejm PRL I, VI, VII, VIII i IX kadencji. Budowniczy Polski Ludowej.

## Życiorys
Urodził się w rodzinie chłopskiej, był synem Jana i Rozalii. Studia kończył na Uniwersytecie Łódzkim (1947) i na Katolickim Uniwersytecie Lubelskim (1948). Od 1940 do 1942 zasiadał w zarządzie Spółdzielni Spożywców w Sobolewie. W latach 1944–1945 pracował jako kontroler w Spółdzielni Wydawniczej „Czytelnik” w Lublinie. Od 1947 do 1948 był nauczycielem w Liceum Spółdzielczym dla Dorosłych w Łodzi. W 1969 otrzymał tytuł prof. nadzwyczajnego, a w 1976 prof. zwyczajnego nauk rolniczych.
W 1944 przystąpił do Związku Młodzieży Wiejskiej RP „Wici” i zasiadał do 1948 w zarządzie koła akademickiego tej organizacji, od 1946 jednocześnie w prezydium Ogólnopolskiego Komitetu Studiującej Młodzieży Wiejskiej „Wici”. W latach 1948–1949 był kierownikiem Wydziału Pracy Społecznej Zarządu Głównego Związku Akademickiego Młodzieży Polskiej, a także należał do Stronnictwa Ludowego, z którym przystąpił następnie do Zjednoczonego Stronnictwa Ludowego. W latach 1949–1952 zastępca kierownika Wydziału Ekonomiczno-Rolnego Naczelnego Komitetu Wykonawczego kolejno SL i ZSL. Wieloletni członek władz ZSL, w latach 1956–1989 członek Naczelnego Komitetu, w latach 1972–1989 członek prezydium NK, a w latach 1971–1976 sekretarz NK.
Od 1951 pracownik naukowo-dydaktyczny Szkoły Głównej Gospodarstwa Wiejskiego w Warszawie. W latach 1957–1961 zastępca przewodniczącego Komisji Planowania przy Radzie Ministrów; w latach 1976–1984 (z przerwą w latach 1981–1983) dyrektor Instytutu Ekonomiki Rolnictwa i Polityki Agrarnej SGGW – Akademii Rolniczej w Warszawie.
W latach 1984–1985 zastępca przewodniczącego Rady Państwa; w latach 1952–1956 i 1972–1989 poseł na Sejm PRL (I, VI, VII, VIII i IX kadencji), wielokrotnie kierował organami w parlamencie, w latach 1980–1985 przewodniczący Klubu Poselskiego ZSL, w latach 1976–1984 przewodniczący Komisji Rolnictwa i Przemysłu Spożywczego, a w 1984 Komisji Rolnictwa, Gospodarki Żywnościowej i Leśnictwa. W 1983 wybrany w skład Krajowej Rady Towarzystwa Przyjaźni Polsko-Radzieckiej. Zasiadał także wówczas w Radzie Krajowej Patriotycznego Ruchu Odrodzenia Narodowego.
Odznaczony m.in. Orderem Budowniczych Polski Ludowej (1984), Orderem Sztandaru Pracy I i II klasy, Krzyżem Komandorskim i Kawalerskim (1955) Orderu Odrodzenia Polski, Złotym Krzyżem Zasługi, Medalem 10-lecia Polski Ludowej (1955) oraz Medalem „Za zasługi dla ruchu ludowego” (1984). Wielokrotny laureat nagród resortowych (indywidualnie i zespołowo).
Autor wielu publikacji, m.in. Spółdzielczość w rolnictwie krajów kapitalistycznych i socjalistycznych (1960), Rolnictwo europejskich krajów socjalistycznych. Problemy społeczno-ekonomiczne (1963), Polityka agrarna (podręcznik, współautor, 1968), Rolnictwo ZSRR. Tendencje rozwoju (1969), Lenin w kwestii rolnej i chłopskiej a współczesne problemy wsi polskiej (1970), Ekonomika handlu rolnego (współautor, 1974); część publikacji ukazała się w formie artykułów w czasopismach i większych zbiorowych opracowaniach.
Pochowany na cmentarzu Parafii Najświętszego Serca Pana Jezusa w warszawskiej Starej Miłośnie.